# Morlon
Pour les articles homonymes, voir Morlon (homonymie).
Morlon (/mɔʀlɔ̃/  en patois fribourgeois) est une localité et une commune suisse du canton de Fribourg, située dans le district de la Gruyère.

## Géographie
Morlon mesure 248 ha. 9,6 % de cette superficie correspond à des surfaces d'habitat ou d'infrastructure, 71,1 % à des surfaces agricoles, 16,9 % à des surfaces boisées et 2,4 % à des surfaces improductives.
Morlon est limitrophe de Bulle, Echarlens, Botterens et Broc.
Sa plage sur la rive ouest du lac de la Gruyère est très appréciée lors des chaudes soirées estivales.

## Toponymie
Le nom de la commune, qui se prononce /mɔʀlɔ̃/, correspond soit au nom dialectal romand mollon, molon, qui désigne une grosse meule ou un tas de foin, soit au nom de personne germanique masculin Motilo ou *Modilo.
Sa première occurrence écrite date de 1038, sous la forme de Mollon.
Son ancien nom allemand est Morlung.

## Population et société

### Gentilé et surnoms
Les habitants de la commune se nomment les Morlonais[source insuffisante].
Ils sont surnommés les Esprits et les Modzons.

### Démographie
Morlon possède 661 habitants en 2022. Sa densité de population atteint 267 hab./km2.
Le graphique suivant résume l'évolution de la population de Morlon entre 1850 et 2008 :